# Campionat d'Europa de clubs de futbol sala
El Campionat d'Europa de clubs de futbol sala fou una competició caràcter anual de futbol sala per a clubs europeus. Va ser introduïda l'any 1984 i deixà de celebrar-se després de la temporada 2000-01 quan fou reemplaçada per la Lliga de Campions de la UEFA de futbol sala.

## Historial
Font:
| Temp.   | Seu                  | Campió                 | Resultat        | Finalista              | Tercer lloc         |
| ------- | -------------------- | ---------------------- | --------------- | ---------------------- | ------------------- |
| 1984-85 | Viterbo (Ita)        | ZVC Hoboken            | 3-3 (4-3 pen.)  | FC Kras Boys           | Egasa Chaston       |
| 1985-86 | Roma (Ita)           | Drei Keuninge          | 3-3 (4-3 pen.)  | ZVK Hasselt            | Roma Barilla        |
| 1986-87 | Maastricht (PB)      | Næstved IF             | 7-0             | ZVK Hasselt            | Ortana Griphus      |
| 1987-88 | Titovo Velenje (Iug) | ZVK Ford Genk          | 3-0 (play-offs) | FC Kras Boys           | Keszthely           |
| 1988-89 | Debrecen (Hon)       | MNK Uspinjača          | 3-0             | MNK Kutina             | Debreceni MVSC      |
| 1989-90 | Roma (Ita)           | Roma RCB               | 2-1             | La Garriga Isolar      | ZVK Hasselt         |
| 1990-91 | Madrid (Esp)         | Interviú Lloyd's       | 7-0             | AR Freixieiro          | MNK Seljak Livno    |
| 1991-92 | No es disputà        | No es disputà          | No es disputà   | No es disputà          | No es disputà       |
| 1992-93 | No es disputà        | No es disputà          | No es disputà   | No es disputà          | No es disputà       |
| 1993-94 | Madrid (Esp)         | Marsanz Torrejón       | 11-3            | MNK Uspinjača          | ZVK Hasselt         |
| 1994-95 | Maspalomas (Esp)     | Dina Moskva            | 6-5             | Maspalomas Sol Europa  | Torrino SC          |
| 1995-96 | Roma (Ita)           | BNL Calcetto Roma      | 5-4             | Pint. Lepanto Zaragoza | Dina Moskva         |
| 1996-97 | Moscou (Rus)         | Dina Moskva            | 2-2 (7-6 pen.)  | BNL Calcetto Roma      | Interviu Boomerang  |
| 1997-98 | Talavera (Esp)       | CLM Talavera           | 3-3 (5-4 pen.)  | Dina Moskva            | Gruppo Sportivo BNL |
| 1998-99 | Moscou (Rus)         | Dina Moskva            | 2-1             | Lazio Calcio a 5       | ElPozo Murcia       |
| 1999-00 | Segòvia (Esp)        | Caja Segovia           | 4-1             | BNL Calcetto Roma      | Dina Moskva         |
| 2000-01 | Castelló (Val)       | Platges de Castelló FS | 4-2             | Dina Moskva            | AS Genzano          |

## Palmarès
| Equip                  | Campió | Anys campió                                |
| ---------------------- | ------ | ------------------------------------------ |
| MFK Dina Moskva        | 3      | 1994-95, 1996-97, 1998-99 1997-98, 2000-01 |
| AS Roma Futsal         | 2      | 1989-90, 1995-96                           |
| MNK Uspinjaca          | 1      | 1988-89                                    |
| ZVC Hoboken            | 1      | 1984-85                                    |
| Drei Keuninge          | 1      | 1985-86                                    |
| Næstved IF             | 1      | 1986-87                                    |
| ZVK Ford Genk          | 1      | 1987-88                                    |
| Interviú Lloyd´s       | 1      | 1990-91                                    |
| Marsanz Torrejón       | 1      | 1993-94                                    |
| CLM Talavera           | 1      | 1997-98                                    |
| Caja Segovia           | 1      | 1999-00                                    |
| Platges de Castelló FS | 1      | 2000-01                                    |